# Parabola nodata
Die  Parabola nodata  (von lateinisch parabola „Parabel“ sowie von lateinisch nodus „Knoten“) ist eine algebraische Kurve dritter Ordnung in der euklidischen Ebene. Sie gehört zu den fünf divergenten Parabeln von Newton.

## Definitionsgleichung
Die Parabola nodata lässt sich in folgender Weise definieren:

Seien {\displaystyle a_{0},a_{1},a_{2}\in \mathbb {R} } drei reelle Konstanten mit {\displaystyle a_{0}>0} und {\displaystyle a_{1}<a_{2}}. Dann ist die zugehörige Parabola nodata diejenige Kurve im {\displaystyle \mathbb {R} ^{2}} , deren Punkte {\displaystyle {\begin{pmatrix}x\\y\end{pmatrix}}\in \mathbb {R} ^{2}} die Gleichung
{\displaystyle y^{2}=a_{0}\cdot (x-a_{1})\cdot (x-a_{2})^{2}}

erfüllen.

## Ein Beispiel in Parameterdarstellung
Man definiert zunächst die folgende  Abbildung:

{\displaystyle \phi \colon \mathbb {R} \to \mathbb {R} ^{2},\;t\mapsto \phi (t)={\begin{pmatrix}x\\y\end{pmatrix}}}

mit
{\displaystyle x=x(t)=t^{2}}
und
{\displaystyle y=y(t)={\frac {t}{4}}\cdot \left(4-t^{2}\right)} .

Dadurch gewinnt man die Parametrisierung der zu {\displaystyle \phi } gehörigen glatten Kurve

{\displaystyle K=\{{\phi }(t)\mid {-\infty }<t<{+\infty }\}}.

Wie man dieser Parametrisierung unmittelbar entnimmt, erfüllen die Punkte {\displaystyle {\begin{pmatrix}x\\y\end{pmatrix}}\in K}  die Gleichung

{\displaystyle y^{2}={\frac {1}{16}}\cdot (x-0)\cdot (x-4)^{2}}.

Es handelt sich also um eine  Parabola nodata.

### Wertetabelle
| {\displaystyle t}                                | {\displaystyle {\phi }(t)}                                                                      |                                                   | {\displaystyle t}                                                                                | {\displaystyle {\phi }(t)} | Parabola nodata |
| 0                                                | {\displaystyle {\begin{pmatrix}0\\0\end{pmatrix}}}                                              | 0                                                 | {\displaystyle {\begin{pmatrix}0\\0\end{pmatrix}}}                                               |                            | Parabola nodata |
| 1                                                | {\displaystyle {\begin{pmatrix}1\\{\tfrac {3}{4}}\end{pmatrix}}}                                | −1                                                | {\displaystyle {\begin{pmatrix}1\\-{\tfrac {3}{4}}\end{pmatrix}}}                                |                            | Parabola nodata |
| {\displaystyle {\tfrac {2}{3}}\cdot {\sqrt {3}}} | {\displaystyle {\begin{pmatrix}{\tfrac {4}{3}}\\{\tfrac {4}{9}}\cdot {\sqrt {3}}\end{pmatrix}}} | {\displaystyle -{\tfrac {2}{3}}\cdot {\sqrt {3}}} | {\displaystyle {\begin{pmatrix}{\tfrac {4}{3}}\\-{\tfrac {4}{9}}\cdot {\sqrt {3}}\end{pmatrix}}} |                            | Parabola nodata |
| {\displaystyle {\sqrt {2}}}                      | {\displaystyle {\begin{pmatrix}2\\{\tfrac {\sqrt {2}}{2}}\end{pmatrix}}}                        | {\displaystyle -{\sqrt {2}}}                      | {\displaystyle {\begin{pmatrix}2\\-{\tfrac {\sqrt {2}}{2}}\end{pmatrix}}}                        |                            | Parabola nodata |
| {\displaystyle {\sqrt {3}}}                      | {\displaystyle {\begin{pmatrix}3\\{\tfrac {\sqrt {3}}{4}}\end{pmatrix}}}                        | {\displaystyle -{\sqrt {3}}}                      | {\displaystyle {\begin{pmatrix}3\\-{\tfrac {\sqrt {3}}{4}}\end{pmatrix}}}                        |                            | Parabola nodata |
| 2                                                | {\displaystyle {\begin{pmatrix}4\\0\end{pmatrix}}}                                              | −2                                                | {\displaystyle {\begin{pmatrix}4\\0\end{pmatrix}}}                                               |                            | Parabola nodata |
| {\displaystyle {\sqrt {5}}}                      | {\displaystyle {\begin{pmatrix}5\\-{\tfrac {\sqrt {5}}{4}}\end{pmatrix}}}                       | {\displaystyle -{\sqrt {5}}}                      | {\displaystyle {\begin{pmatrix}5\\{\tfrac {\sqrt {5}}{4}}\end{pmatrix}}}                         |                            | Parabola nodata |
| {\displaystyle {\sqrt {6}}}                      | {\displaystyle {\begin{pmatrix}6\\-{\tfrac {\sqrt {6}}{2}}\end{pmatrix}}}                       | {\displaystyle -{\sqrt {6}}}                      | {\displaystyle {\begin{pmatrix}6\\{\tfrac {\sqrt {6}}{2}}\end{pmatrix}}}                         |                            | Parabola nodata |
| {\displaystyle {\sqrt {7}}}                      | {\displaystyle {\begin{pmatrix}7\\-{\tfrac {3}{4}}\cdot {\sqrt {7}}\end{pmatrix}}}              | {\displaystyle -{\sqrt {7}}}                      | {\displaystyle {\begin{pmatrix}7\\{\tfrac {3}{4}}\cdot {\sqrt {7}}\end{pmatrix}}}                |                            | Parabola nodata |
| {\displaystyle {\sqrt {8}}}                      | {\displaystyle {\begin{pmatrix}8\\-{\sqrt {8}}\end{pmatrix}}}                                   | {\displaystyle -{\sqrt {8}}}                      | {\displaystyle {\begin{pmatrix}8\\{\sqrt {8}}\end{pmatrix}}}                                     |                            | Parabola nodata |
| 3                                                | {\displaystyle {\begin{pmatrix}9\\-{\tfrac {15}{4}}\end{pmatrix}}}                              | −3                                                | {\displaystyle {\begin{pmatrix}9\\{\tfrac {15}{4}}\end{pmatrix}}}                                |                            | Parabola nodata |

### Eigenschaften
(1) {\displaystyle K} liegt ganz in der rechten Halbebene  {\displaystyle H^{+}=\{{\begin{pmatrix}x\\y\end{pmatrix}}\in \mathbb {R} ^{2}\mid x\geq 0\}}
(2) {\displaystyle K} nähert sich für sehr kleine {\displaystyle t} mehr und mehr der Parabel mit {\displaystyle x=t^{2}\;,\;y=t\;(t\in \mathbb {R} )} an.
(3) {\displaystyle K} ist eine achsensymmetrische ebene Figur und hat die Abszissenachse als Symmetrieachse.
(4) {\displaystyle K} schneidet die Abszissenachse bei {\displaystyle t=-2\;,\;t=0\;,\;t=2}, geht also durch die Punkte
{\displaystyle {\begin{pmatrix}0\\0\end{pmatrix}}} und
{\displaystyle {\begin{pmatrix}4\\0\end{pmatrix}}}. Letzterer ist also ein Doppelpunkt.
(5) Für die Ableitungen gilt:
{\displaystyle {\dot {x}}=2t}
{\displaystyle {\dot {y}}=1-{\tfrac {3}{4}}\cdot t^{2}}
(6) {\displaystyle K} hat im Ursprung, also für {\displaystyle t=0},   die Ordinatenachse als Tangente.
(7) {\displaystyle K} besitzt zwei zur Abszissenachse parallele Tangenten für {\displaystyle t=\pm {\tfrac {2}{3}}\cdot {\sqrt {3}}}, also in den Punkten {\displaystyle {\begin{pmatrix}{\tfrac {4}{3}}\\{\tfrac {4}{9}}\cdot {\sqrt {3}}\end{pmatrix}}} und
{\displaystyle {\begin{pmatrix}{\tfrac {4}{3}}\\-{\tfrac {4}{9}}\cdot {\sqrt {3}}\end{pmatrix}}}. Diese beiden Punkte bilden demnach die beiden lokalen Extrempunkte von {\displaystyle K}.
(8) {\displaystyle K} wächst über alle Grenzen, denn es gilt {\displaystyle \lim _{t\to {\pm \infty }}{x(t)}={+\infty }} und {\displaystyle \lim _{t\to {\pm \infty }}{y(t)}={\mp \infty }}.
(9) Die Teilkurve {\displaystyle K^{*}=\{{\phi }(t)\mid {-2}\leq t\leq {+2}\}\subset K} ist die Randkurve eines symmetrischen Flächenstücks innerhalb der rechten Halbebene, dessen Flächeninhalt {\displaystyle A_{K^{*}}} sich durch folgende Integralrechnung ergibt:

{\displaystyle A_{K^{*}}=\int _{-2}^{+2}\left(y\cdot {\dot {x}}\right)\,\mathrm {dt} =\int _{-2}^{+2}\left({\tfrac {4t-t^{3}}{4}}\cdot 2t\right)\,\mathrm {dt} ={\tfrac {1}{2}}\int _{-2}^{+2}\left(4t^{2}-t^{4}\right)\,\mathrm {dt} =4{\tfrac {4}{15}}}.